# Roncus parablothroides
Espèce
Roncus parablothroides est une espèce de pseudoscorpions de la famille des Neobisiidae.

## Distribution
Cette espèce se rencontre en Macédoine du Nord, en Serbie, en Bulgarie, en Grèce, en Turquie et en Azerbaïdjan.

## Publication originale
- Hadži, 1938 : Pseudoskorpioniden aus Südserbien (cont.). Glasnik Skopskog Naucnog Drustva, vol. 18, p. 13-38.